# Lhota pod Hořičkami
Lhota pod Hořičkami là một làng thuộc huyện Náchod, vùng Královéhradecký, Cộng hòa Séc.